# Kukko (øl)
Kukko er et finsk ølmærke, der er fremstillet siden 2001. Navnet Kukko betyder hane på finsk og på ølmærkets logo, kan man faktisk se en hane.